# Alice-Salomon-Berufskolleg
Das Alice-Salomon-Berufskolleg (ASBK) ist eine berufsbildende Schule für Ernährung, Erziehung und Gesundheit mit Beruflichem Gymnasium in Bochum. Das Berufskolleg hat duale und vollzeitschulische Bildungsgänge. Das Hauptgebäude ist zu Fuß vom Hauptbahnhof aus in etwa zehn Minuten zu erreichen. Namensgeberin der Schule ist Alice Salomon (1872–1948), die liberale Sozialreformerin der deutschen Frauenbewegung und Wegbereiterin der Sozialen Arbeit als Wissenschaft.

## Geschichte

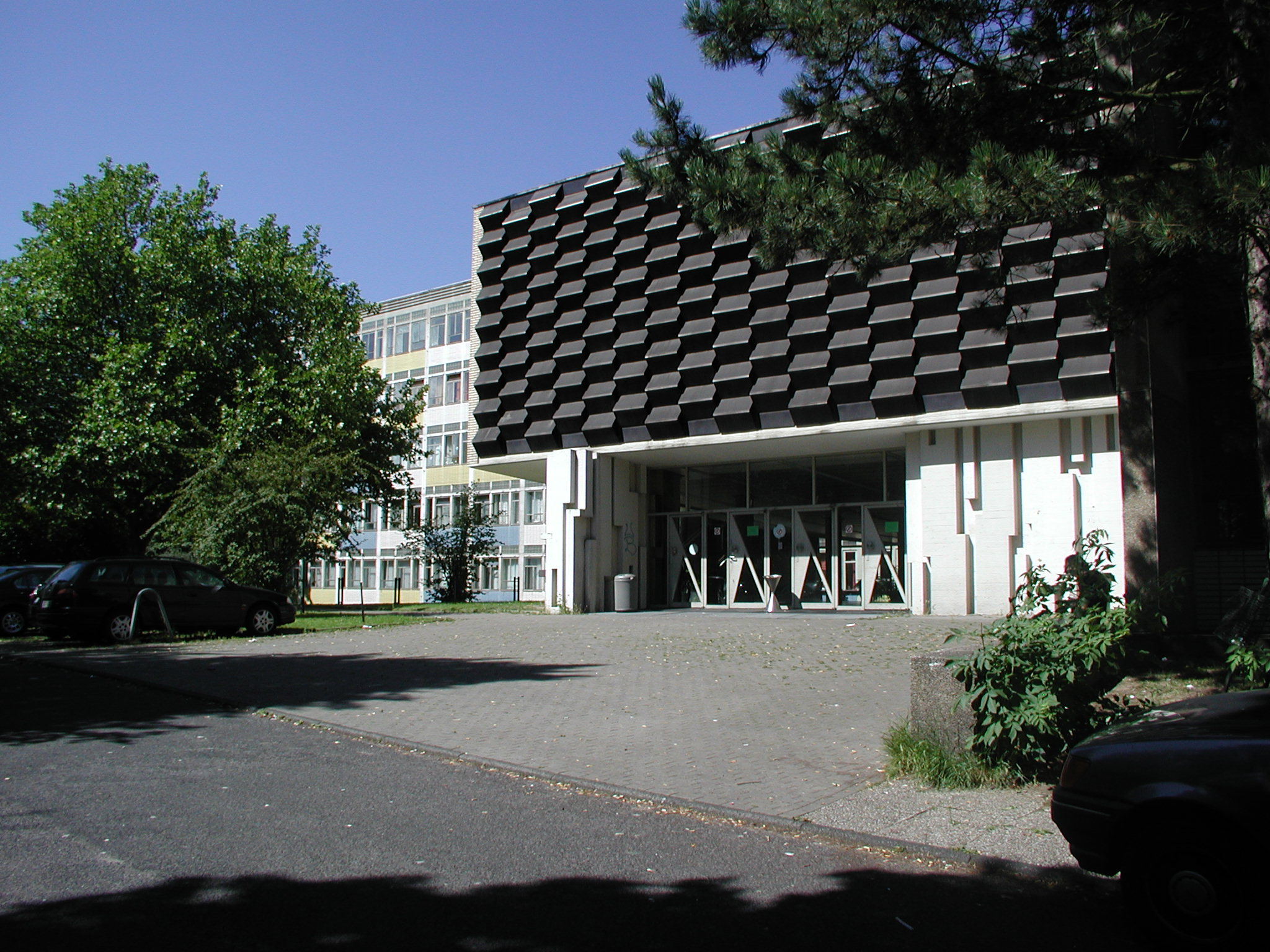
Haupteingang der Schule

Als Frauenbildungsanstalt gegründet, bezog die Schule 1964 das heutige Gebäude an der Akademiestraße in Bochum.
Im Jahr 2002 gab sich die Schule im Rahmen der Schulprogrammarbeit den heutigen Namen Alice-Salomon-Berufskolleg, durchgesetzt von der damaligen Schulleiterin Helga Harder-Kühne.
2011 war die Schule unter den Berufskollegs der Stadt Bochum die mit der höchsten Frauenquote auf der Leitungsebene: Von den 11 Studiendirektoren waren 6 weiblich. Auch wenn man die Leiterin der Schule und den Stellvertreter hinzuzählte, blieb die Quote erhalten.
Am 31. Januar 2014 wurde die Schulleiterin Helga Harder-Kühne in den Ruhestand verabschiedet. In den vorangegangenen 15 Jahren war es ihr gelungen, die Schule deutlich zu vergrößern und zu verändern. Mit dem Abgang endete vorläufig eine lange Phase der Differenzierung des Angebots und der Konzeption, der Expansion und der Innovation.
Im Schuljahr 2014/15 kam die Schule mit weniger Räumen aus. Der kommissarische Schulleiter W. Schiller äußerte gegenüber der WAZ, dass die Schule sechs Räume zu wenig haben werde und kritisierte die Stadt Bochum für diesen Umstand. Stadtdirektor Townsend entgegnete, die Stadt habe kein Geld, um Gebäude oder Pavillons zur Verfügung zu stellen.
Im Sommer 2015 übernahm Johannes Kohtz-Cavlak die Leitung der Schule – nach einer Vakanz von 17 Monaten.

## Auszeichnungen
- Gütesiegel Individuelle Förderung des Ministeriums für Schule und Weiterbildung des Landes NRW 2010[4]
- Schulentwicklungspreis „Gute gesunde Schule 2012“[5][6]
- 2. Platz Interkulturelle Schule 2013
- Schule der Zukunft 2015

## Schulabschlüsse
Schüler können alle Schulabschlüsse der Sekundarstufe I, wie den Hauptschulabschluss, den normalen Sekundarabschluss I bzw. den Sekundarabschluss I mit Qualifikation nachholen. Ebenso können auch alle Abschlüsse der Sekundarstufe II wie die Fachhochschulreife und die Allgemeine Hochschulreife d. h. das Abitur erworben werden.
(siehe dazu auch unten: Bildungsangebot)

## Bildungsangebot

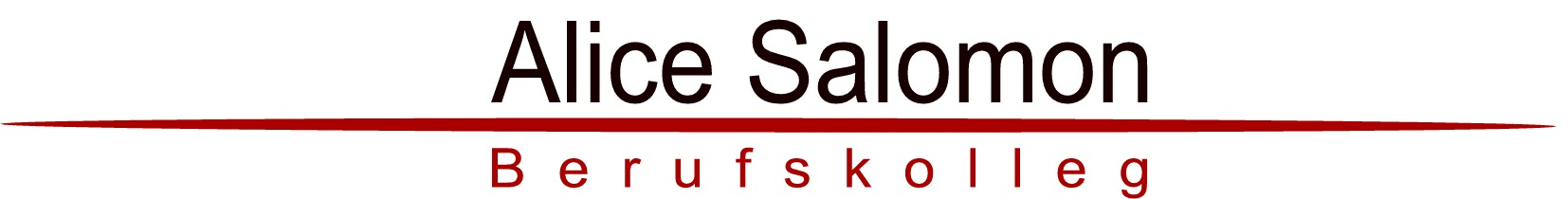
Altes Logo der Schule

Die Lehrer und Schüler gestalten laut Schulprogramm ihre Schule als „Haus des Lernens“ im Sinne einer Schule für junge Erwachsene. Sie verpflichten sich, nach den Vorgaben und Zielen des Berufskolleggesetzes zu arbeiten, um den Schülern eine „umfassende berufliche, gesellschaftliche und personale Handlungskompetenz“ zu vermitteln. Das Bildungsangebot der Schule leitet sich aus der Tradition als „Bildungsanstalt für Frauenberufe“ ab. Eine Gesamtdarstellung aller Bildungsgänge der Schule findet sich auf der Webseite des Berufskollegs.

## Schulbau
Die Schule verfügt über ein großes Außengelände mit weiten Grünflächen und einem asphaltierten Schulhof. In der großen Pausenhalle unter der Aula bietet der Schulkiosk hinein Speisen und Getränke an. Schüler können sich dort auch in Freistunden aufhalten. Die Aula des Alice-Salomon-Berufskollegs ist eine der größten an Bochumer Schulen. Über 600 Personen finden in ihr Platz. Die Bühnentechnik, die Belüftung und Klimatisierung sowie die Beleuchtungsanlage wurden überholt und instand gesetzt.

## Persönlichkeiten der Schule
- Leon Goretzka, Fußballer beim VfL Bochum und beim FC Bayern München.
- Svenja Schulze, SPD-MDL NRW, Ministerin für Innovation, Wissenschaft und Forschung, Unternehmensberatung in der ersten Regierung von Hannelore Kraft (2010–2012); sie war in den 1990er Jahren während ihres Studiums an der Ruhruniversität Bochum Praktikantin der Schule, seit 2018 ist sie Bundesministerin im Kabinett Angela Merkel IV für Umwelt, Naturschutz und nukleare Sicherheit.
- Stephan Breuing, Schüler der Schule (2009), 2006 Weltmeister und Europameister im Vierer-Canadier über 1000 m; 2005: WM-Bronzemedaille über 1000 m
- Kyra Felßner, Schülerin der Schule (2009), Synchronschwimmerin (Olympia 2012 in London; Schwimm-WM 2009 in Rom und Schwimm-WM 2013 Barcelona Solo-Finale 16. Platz)